# Belén Rodríguez
Artykuł ten został zgłoszony do umieszczenia na stronie głównej w rubryce „Czy wiesz”.
Pomóż nam go sprawdzić: oceń zgłoszoną nominację.
Maria Belén Rodríguez (ur. 20 września 1984 w Buenos Aires) – argentyńska aktorka i modelka, prowadząca licznych włoskich programów telewizyjnych.

## Życiorys
W 2001 roku rozpoczęła karierę modelki, pracując na terenie Argentyny, Stanów Zjednoczonych, Meksyku i Włoch. Przeprowadziła się do tego ostatniego państwa, gdzie prowadziła lub współprowadziła liczne programy telewizyjne, między innymi: La tintoria (2007; z Taiyo Yamanouchim), Il Circo Massimo Show (2008–2010; z Fabrizio Frizzim), Sarabanda (2009; z Teo Mammucarim), Scherzi a parte (2009; z Claudio Amendolą i Teo Mammucarim – 11. sezon), Stiamo tutti bene (2010), Ciak... si canta! (2011; 3. sezon), Colorado (2012; z Paolo Ruffinim), Italia's Got Talent (2012–2013; współprowadząca), Come mi vorrei (2014), Tú sí que vales (2014; z Francesco Sole), Striscia la Notizia (2015) i Selfie - Le cose cambiano (2017; 2. sezon).
Wzięła udział w teledysku do utworu Boyfriend autorstwa rapera Coolio, wydanego w roku 2008, a także w kilku reality show: 6. sezon L'isola dei famosi (2008; zajęła w nim II miejsce), 10. sezon Grande Fratello (2009), Grande Fratello VIP (2017). W 2012 roku wspólnie z tancerzem Stefano de Martino doszła do finału 11. edycji. Rodríguez była także związana z Festiwalem Piosenki Włoskiej w San Remo; w 2010 roku uczestniczyła w 60. edycji, w ramach której dokonała akompaniamentu utworu Aeroplani autorstwa Toto Cutugno. Rok później wspólnie z Lucą Bizzarrim, Elisabettą Canalis, Giannim Morandim oraz Paolo Kessisoglu współprowadziła 61. edycję festiwalu. W 2014 roku komentowała 64. edycję w audycji Password transmitowanej przez rozgłośnię radiową RTL 102.5.
Jej zdjęcia pojawiły się m.in. na okładkach czasopisma Max (2008, 2010), włoskiej edycji Playboya (2009) i GQ (2012). W 2011 roku zdobyła Premio Regia Televisiva, a w grudniu 2013 roku została rzeczniczką Fundación PUPI. Została rzeczniczką marek 2Jewels, Jadea oraz Swarovski. W 2018 roku wspólnie ze swoją siostrą Cecilią zaprezentowała kolekcję strojów kąpielowych pod marką Me Fui.
Autorka autobiografii pt. Bella Belén z 2014 roku.

## Wybrana filmografia[2]
- Komisarz Montalbano (2010; 1 odcinek)
- Natale in Sudafrica jako Angela (2010)[16]
- Così fan tutte (2011)
- Se sei così ti dico sì (2011)[17]
- Prawie jak gladiator jako Diana (2012; dubbing)[18]

## Życie prywatne
Była zaręczona z grającym w A.C. Milan piłkarzem Marco Borriello (2004–2008), następnie z Fabrizio Coroną (2009–2012). We wrześniu 2013 roku wzięła ślub kościelny z tancerzem Stefano De Martino, para ma syna Santiago; ostatecznie małżeństwo rozwiodło się w styczniu 2017 roku. W lipcu 2021 roku Rodríguez urodziła córkę Lunę Marì.
Jej ojcem jest Gustavo Rodriguez. Ma brata Jeremiasa oraz siostrę Cecilię, która także jest modelką.